# Sinagoga de Castelo de Vide
A Sinagoga de Castelo de Vide, ou Sinagoga Medieval de Castelo de Vide, é uma antiga sinagoga portuguesa localizada na antiga judiaria na freguesia de Santa Maria da Devesa, município de Castelo de Vide. Foi construída no séc. XIV, sofrendo alterações no séc. XVIII. Atualmente funciona como museu dedicado à história da comunidade judaica em Castelo de Vide.

## História
A Sinagoga de Castelo de Vide foi construida no século XIV. Documentos atestam à existência de uma comunidade judaica e judiaria em Castelo de Vide durante os séculos XIV e XV. Mesmo depois da expulsão dos judeus portugueses pelo rei D. Manuel I de Portugal em 1496, marranos continuaram a usar a sinagoga como santuário religioso e escola até o meio do século XVI.
Depois do século XVI a sinagoga teve vários usos, sofrendo muitas alterações, incluindo para habitação privada no século XVIII.  O prédio foi restaurado e o seu tabernáculo redescoberto em 1972. Hoje alberga um pequeno museu dedicado à história da comunidade judaica de Castelo de Vide.

## Arquitetura
A Sinagoga de Castelo de Vide é uma das duas sinagogas medievais restantes em Portugal. A Sinagoga de Tomar é a outra. Todas das outras sinagogas restantes em Portugal foram construidas depois de acabar a inquisição portuguesa em 1821. Em comparação, quatro sinagogas da época pre-expulsão existem em Espanha: a Sinagoga de San Antón em Híjar, a Sinagoga de Santa María la Blanca e Sinagoga del Tránsito em Toledo, e a Sinagoga de Córdova.

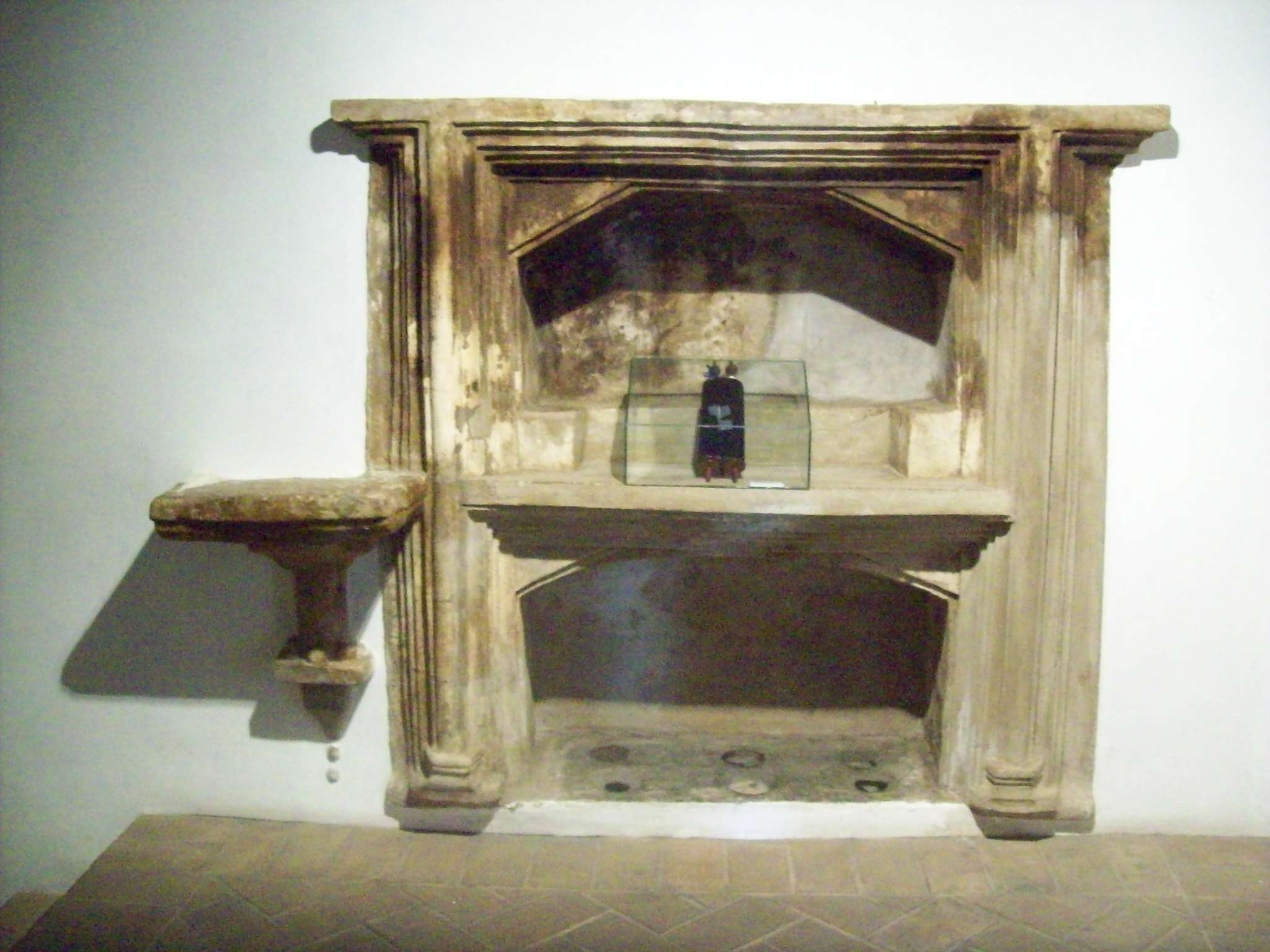
Hekhál (tabernáculo), séc. XV no interior da sinagoga.

A sinagoga é um pequeno prédio de dois andares originalmente construido no século XIV e alterado ao longo do tempo. Está orientado leste–oeste. Arcos ogivais feitos em pedra enquadrem todas as entradas. Uma mezuzá que contém fragmentos da oração Shemá Israel está posta acima de uma das portas do rés-do-chão.
No interior do prédio existe um tabernáculo ou Aron Kodesh feito em pedra no século XV (conhecido como Hekhál nas comunidades sefarditas) que foi redescoberto em 1972 durante obras às paredes exteriores. Um pedestal para escrituras sagradas no lado esquerdo do tabernáculo está ornamentado com sete bolas que simbolizam os seis dias de criação e um dia de descanso.